# Символичното
Символичното е категория част от психоанализата на Жак Лакан. Макар че по същността си е лингвистична величина, Лакан не приравнява просто символичното с езика, доколкото последния е включен също и в Въображаемото и Реалното. Символичното е и „принцип на удоволствието“, който регулира дистанцията от das Ding и "Инстинкта за смърт", който отива отвъд принципа на удоволствието чрез повторение: „инстинктът за смърт е само маската на символичното.“ Тази категория е детерминанта на субективността; за Лакан символичното е характеризирано от липса на каквито и да е фиксирани взаимоотношения между означаващ и означен.